# Santiago Prim
Santiago Prim (Campana, 11 maggio 1990) è un calciatore argentino, centrocampista del Villa Dálmine.